# Micomitra anthracina
Micomitra anthracina är en tvåvingeart som beskrevs av Wray Merrill Bowden 1964. Micomitra anthracina ingår i släktet Micomitra och familjen svävflugor.
Artens utbredningsområde är Ghana. Inga underarter finns listade i Catalogue of Life.